# ویشنو نارایان بهاتخانده
پاندیت ویشنو نارایان بهاتخانده (مراتی: विष्णू नारायण भातखंडे) (۱۰ اوت ۱۸۶۰ – ۱۹ سپتامبر ۱۹۳۶) موسیقی‌دان اهل هند بود که برای اولین بار تئوری موسیقی سنتی هندوستانی را به نگارش در آورد. این نوع موسیقی از زمان‌های گذشته تا به حال دستخوش تغییرات متعددی شده بود و ریشه در راگا و متون قدیمی منسوخ شده داشت.